# Ресистенсија
Ресистенсија (шп. Resistencia) је град у Аргентини у покрајини Чако. Према процени из 2005. у граду је живело 292.975 становника.

## Становништво
Према процени, на ширем градском подручју 2010. живело је 385 726 становника.
| 1980.   | 1991.   | 2001.   |
| ------- | ------- | ------- |
| 174.419 | 229.212 | 274.490 |